# Nothopsis rugosus
Nothopsis rugosus is een slang uit de familie toornslangachtigen (Colubridae) en de onderfamilie Dipsadinae.

## Naam en indeling
De wetenschappelijke naam van de soort werd voor het eerst voorgesteld door Edward Drinker Cope in 1871. Het is de enige soort uit het monotypische geslacht Nothopsis. De soortaanduiding rugosus betekent vrij vertaald 'ruw' en slaat op de gekielde schubben aan de bovenzijde van het lichaam.

## Uiterlijke kenmerken
Het is een relatief kleine slang die een lichaamslengte bereikt van maximaal 43 centimeter. de kop is duidelijk te onderscheiden van het lichaam door een duidelijke insnoering. De staart is relatief lang en bedraagt gemiddeld ongeveer 45 % van de totale lichaamslengte. Aan de buikzijde zijn 152 tot 162 buikschubben aanwezig. De bovenzijde van de kop is bedekt met vele kleine stekelachtige uitsteekseltjes op de schubben.
Op het midden van de rug zijn 26 tot 30 rijen schubben in de lengte gelegen, de schubben zijn hier sterk gekield. De lichaamskleur is bruin met donkere, driehoekige vlekken die soms samensmelten en dan zandloper-achtige structuren vormen. De buikschubben zijn lichter tot geel en dragen donkere vlekjes aan iedere zijde.

## Levenswijze
De slang leeft op de bodem in de strooisellaag. Hier wordt gejaagd op amfibieën zoals kikkers en salamanders. De vrouwtjes zetten waarschijnlijk eieren af.

## Verspreiding en habitat
Nothopsis rugosus komt voor in delen van Midden- en Zuid-Amerika en leeft in de landen Colombia, Costa Rica, Ecuador, Honduras, Nicaragua en Panama. De habitat bestaat uit vochtige tropische en subtropische bossen, zowel in bergstreken als in laaglanden. De soort is aangetroffen van zeeniveau tot op een hoogte van ongeveer 1000 meter boven zeeniveau.

## Beschermingsstatus
Door de internationale natuurbeschermingsorganisatie IUCN is de beschermingsstatus 'veilig' toegewezen (Least Concern of LC).